# Segovia (Antioquia)
Pour les articles homonymes, voir Segovia (homonymie).
Segovia est une municipalité située dans le département d'Antioquia, en Colombie.